# 2008 na televisão
Nesta página encontram-se os fatos, estreias e términos sobre televisão que aconteceram durante o ano de 2008.

## Programas

### Estados Unidos

#### Maio
- 19 de maio — Termina a 5.ª temporada de Two and a Half Men (no Brasil: Dois Homens e Meio) na CBS.

#### Agosto
- 17 de agosto — Termina All Grown Up! (no Brasil: Rugrats Crescidos) na Nickelodeon.

### Portugal

#### Fevereiro
- 1 de fevereiro — Termina Floribella na SIC.

### Japão

#### Outubro
- 1.º de outubro — Estreia AKBingo! na Nippon TV.

## Por país
- 2008 na televisão brasileira

## Nascimentos
| Data           | Nome                | Profissão | Nacionalidade  | Observações | Ref |
| -------------- | ------------------- | --------- | -------------- | ----------- | --- |
| 3 de janeiro   | Raegan Revord       | atriz     | Estados Unidos |             |     |
| 14 de março    | Abby Ryder Fortson  | atriz     | Estados Unidos |             |     |
| 15 de julho    | Iain Armitage       | ator      | Estados Unidos |             |     |
| 13 de agosto   | Dante Pereira-Olson | ator      | Estados Unidos |             |     |
| 17 de setembro | Mia Talerico        | atriz     | Estados Unidos |             |     |
| 22 de dezembro | Madeleine McGraw    | atriz     | Estados Unidos |             |     |

## Mortes
| Data           | Nome                | Profissão                 | Nacionalidade                          | Observações | Ref    |
| -------------- | ------------------- | ------------------------- | -------------------------------------- | ----------- | ------ |
| 5 de abril     | Charlton Heston     | ator                      | Estados Unidos                         | n. 1923     | [ 1 ]  |
| 26 de maio     | Sydney Pollack      | ator, produtor e cineasta | Estados Unidos                         | n. 1947     | [ 2 ]  |
| 9 de agosto    | Bernie Mac          | ator                      | Estados Unidos                         | n. 1957     | [ 3 ]  |
| 26 de setembro | Paul Newman         | ator e diretor de cinema  | Estados Unidos                         | n. 1925     | [ 4 ]  |
| 29 de setembro | Miguel Córcega      | ator e diretor            | México                                 | n. 1929     | [ 5 ]  |
| 13 de outubro  | Guillaume Depardieu | ator                      | França                                 | n. 1971     | [ 6 ]  |
| 13 de novembro | Pedro Pinheiro      | ator e comediante         | Portugal                               | n. 1939     | [ 7 ]  |
| 8 de dezembro  | Nina Foch           | atriz                     | Estados Unidos · Países Baixos (nasc.) | n. 1924     | [ 8 ]  |
| 13 de dezembro | Horst Tappert       | ator                      | Alemanha                               | n. 1923     | [ 9 ]  |
| 18 de dezembro | Jack Douglas        | ator                      | Reino Unido                            | n. 1927     | [ 10 ] |